# Île de Lobos
L'île de Lobos est une petite île située à 8 kilomètres au sud-est de Punta del Este en Uruguay.
Elle se situe en limite de la baie de Maldonado.
Cet îlot rocailleux, nettement visible au large de la Playa Brava de Punta del Este, représente le point émergent le plus austral de l'Uruguay et constitue un des sites touristiques très attractifs du littoral où commence l'océan Atlantique avec le Phare de l'île de Lobos.

## Géographie

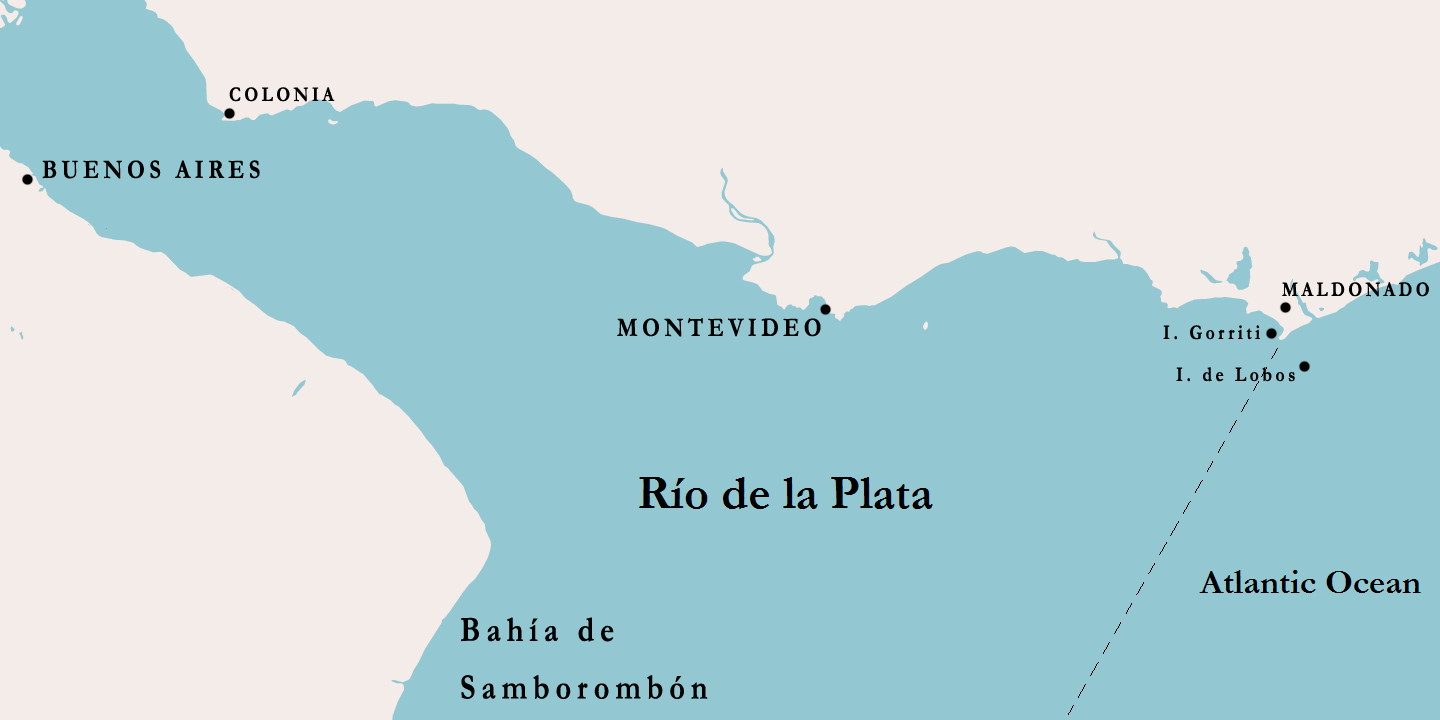
Les îles de Lobos et de Gorriti au large de l'Uruguay à l'entrée du Rio de la Plata face à Punta del Este.

L'Île de Lobos qui émerge à 8 kilomètres au large du littoral de l'Uruguay est un affleurement de rochers granitiques qui constitue une continuation de la Cuchilla Grande au sud-est dans une zone de l'océan Atlantique quasî immédiatement à l' embouchure en limite extérieure de l'estuaire du Río de la Plata.
Au nord-ouest se trouve l'Île de Gorriti, qui est le second point le plus méridional de l'Uruguay et de même nature rocheuse.
Administrativement  l'île relève de la juridiction du Département de Maldonado.
L'Île de Lobos avec une superficie de 41 hectares, correspond davantage à un îlot qu'à une île avec seulement 1,2 km de longueur et 816 mètres de largeur. Il s'agît d'une  formation rocheuse accidentée, avec 26 mètres de hauteur dans sa partie la plus élevée. Ses rives forment des falaises avec de rares plages de sable et de graviers. L'île possède peu d'eau douce et une végétation rare, principalement des herbes de prairie et de la canne à sucre sauvage. Pratiquement toute sa zone centrale est formée d'une grande meseta couverte par une fine couche de terre. A 880 mètres se trouve un îlot de même nature de 240 mètres pour 160 mètres.
L'île fut exploitée pour la chasse aux lions de mer jusqu'en 1992. Un décret écologique, paru depuis 1991, interdit la chasse et l'exploitation des lions de mer sur l'île,.
Aujourd'hui, l'Île de Lobos constitue une réserve naturelle qui intègre le Parque Nacional de Islas Costeras administré directement par le Ministère de l'Agriculture de l'Uruguay.

## Histoire
L'Île de Lobos fut découverte par le navigateur espagnol Juan Díaz de Solís en 1516 qui l'appela San Sebastián de Cádiz.
Plus tard, en 1527, elle fut visitée par le navigateur vénitien Sebastián Gaboto lors de son expédition au Río de la Plata et au Río Paraná.
En 1528 Diego García de Moguer navigua dans la region et la nomma Isla de los Pargos.
L'île fut visitée par Laurens Bicker en 1599.
En 1858, le gouvernement uruguayen y fit édifier un phare sur l'île pour orienter à la navigation des navires et des bateaux qui s'engageaient ou sortaient du  Río de la Plata, et il fut reconstruit en 1906,. Avec ses 59 mètres au-dessus du niveau de la mer, il est, en 2014, le phare le plus haut  de l'Amérique du Sud. Depuis son balcon extérieur, où il est possible d'y  accéder avec une autorisation et après une escension de 240 marches, il offre une vue panoramique de l'île et de la côte de Punta del Este.
En juillet 2001 il est devenu le premier phare automatisé de l'Uruguay, alimenté avec l'énergie  solaire et une haute technologie.

## Faune
L'Île de Lobos est une Réserve Naturelle dans laquelle se trouve la prinipale colonie de lions de mer (en espagnol : lobos marinos) de l'hémisphère sud. Deux espèces de lions de mer coexistent sur l'île Arctophoca australis et Otaria flavescens. Dans un relevé de 2005 1,500 leones et 250,000 lobos marinos ont été recensés.
Il est aussi possible d'y rencontrer des orques et différents types d'oiseaux marins.

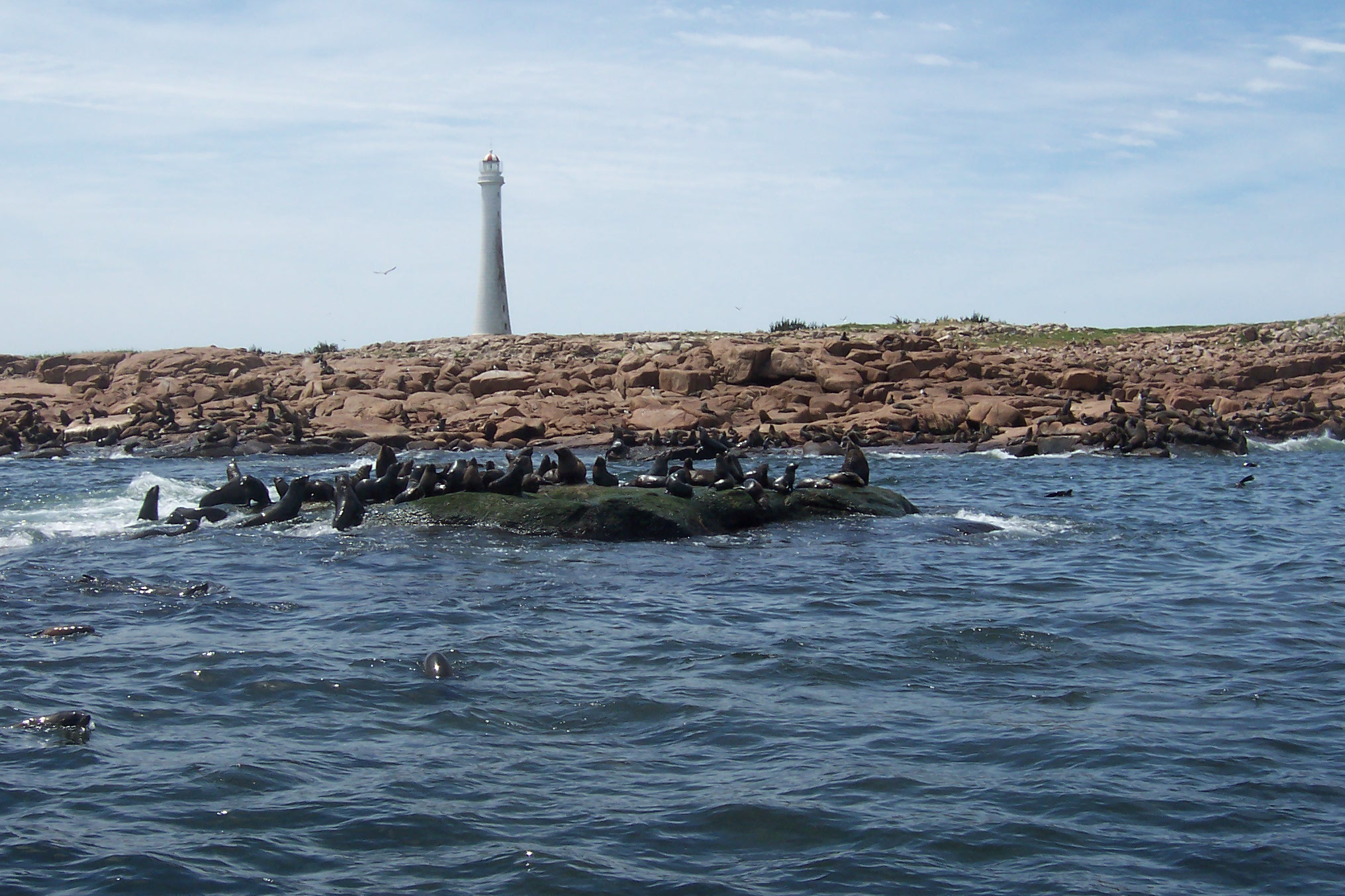
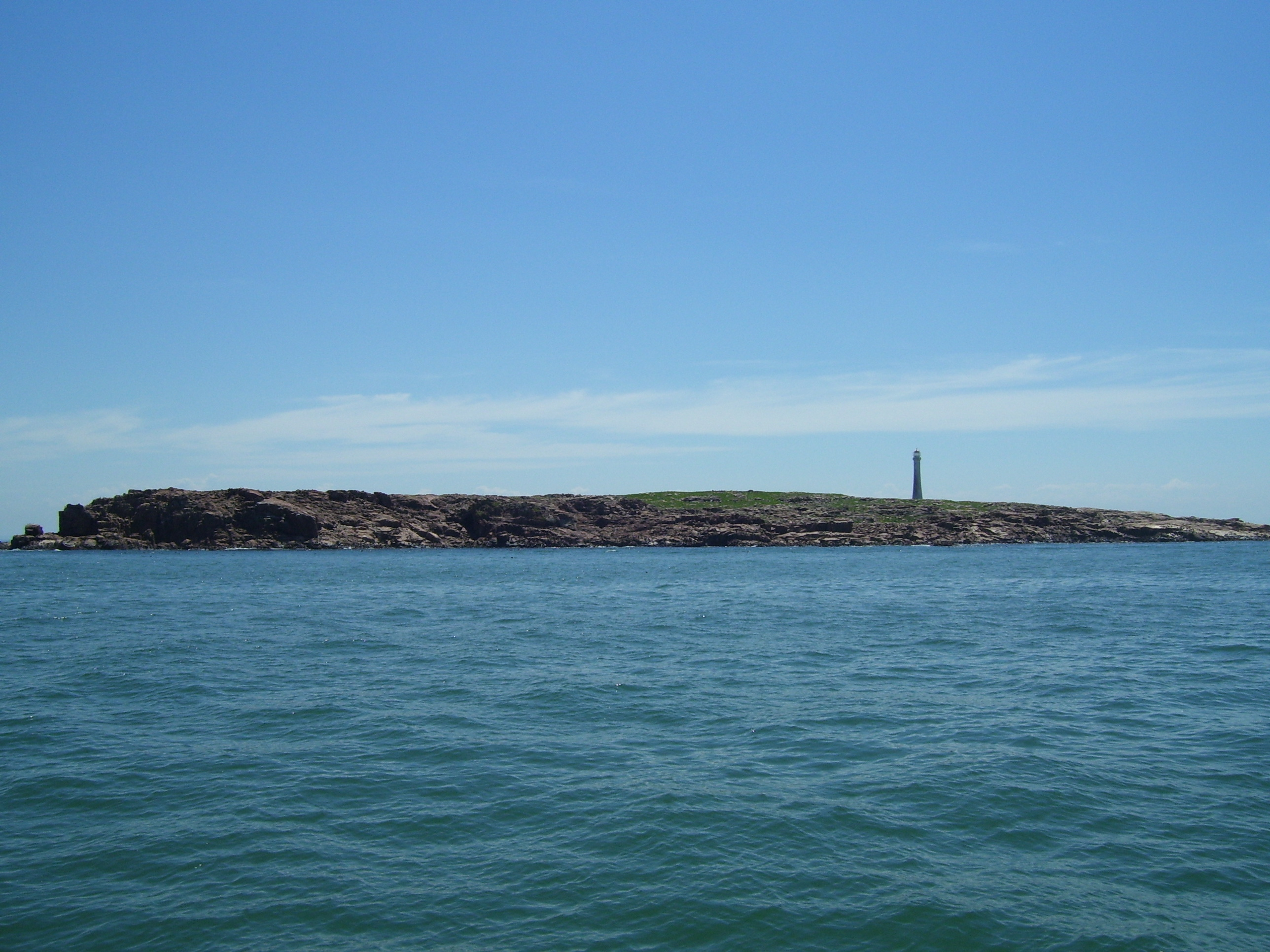
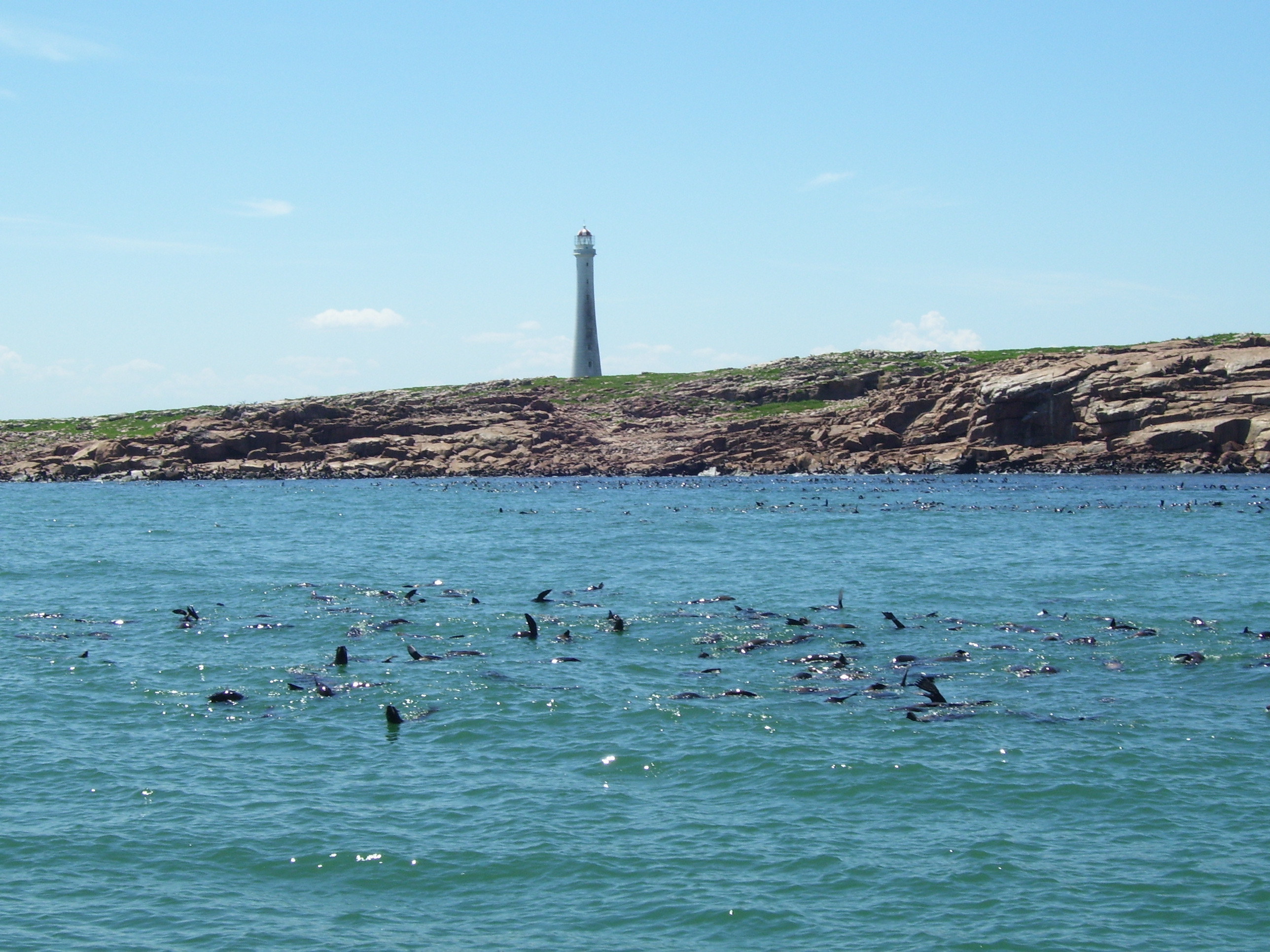

## Galerie

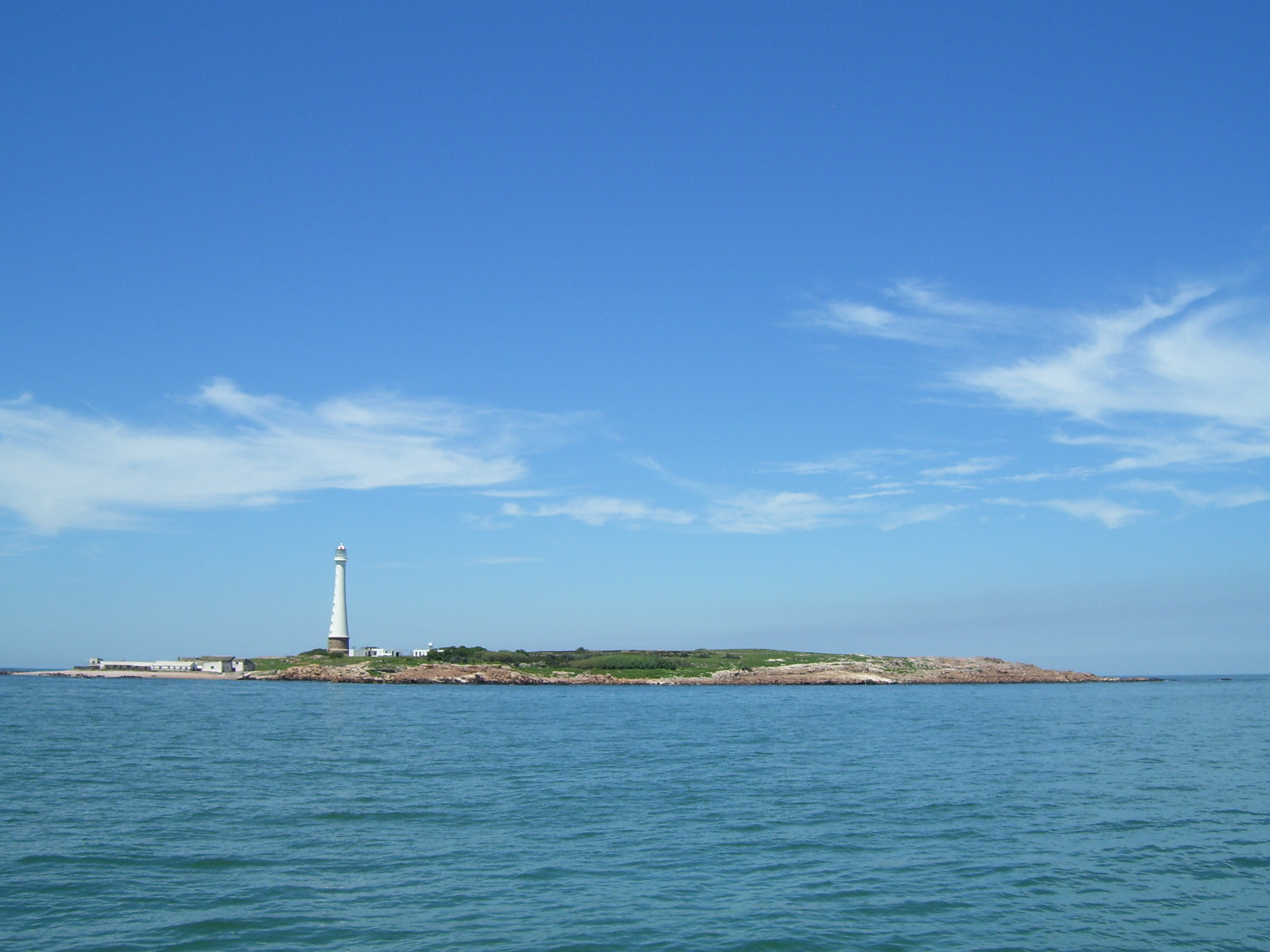
L'Île de Lobos vue depuis Punta del Este.
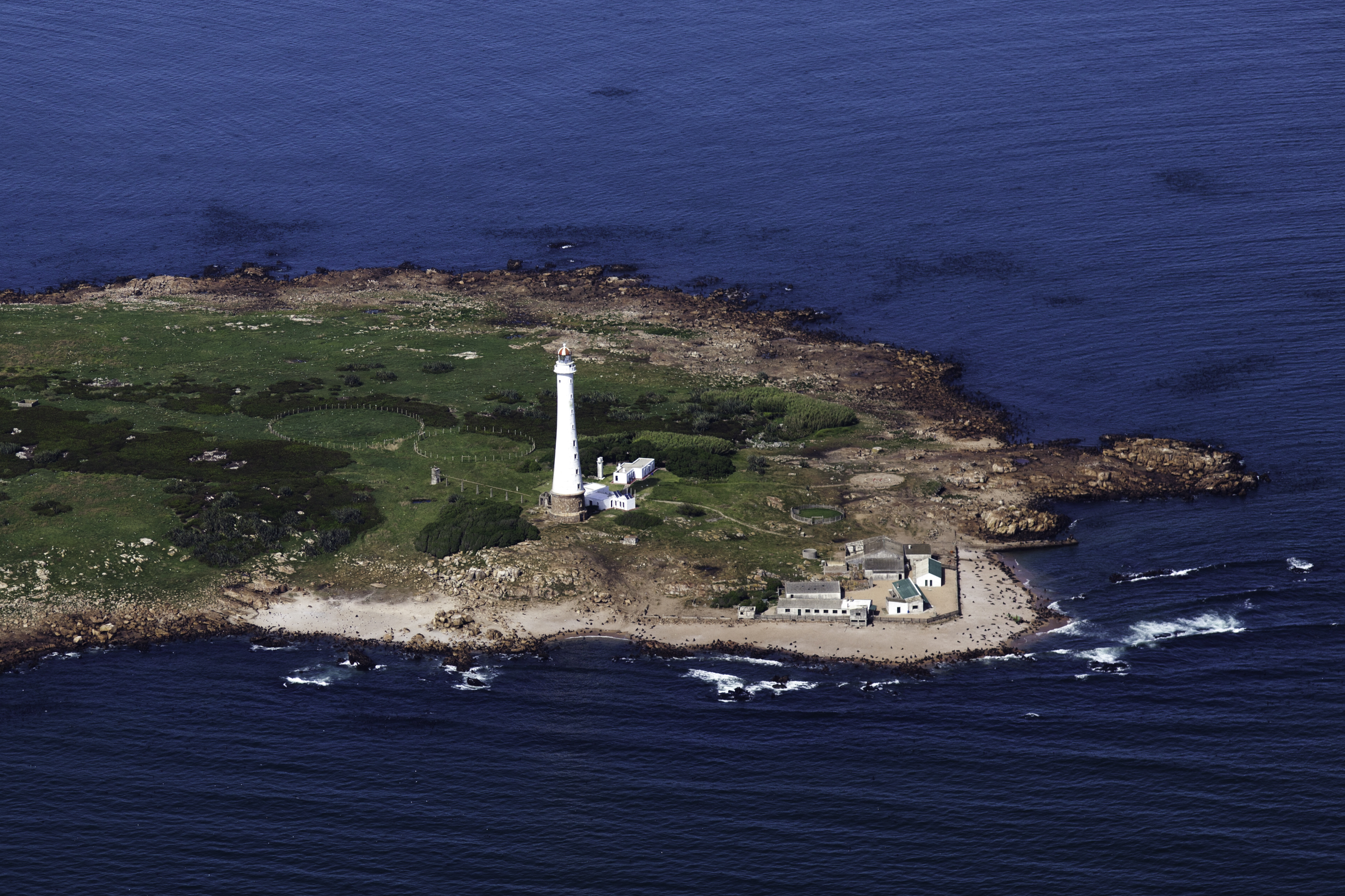
Vue aérienne de l'île de Lobos.
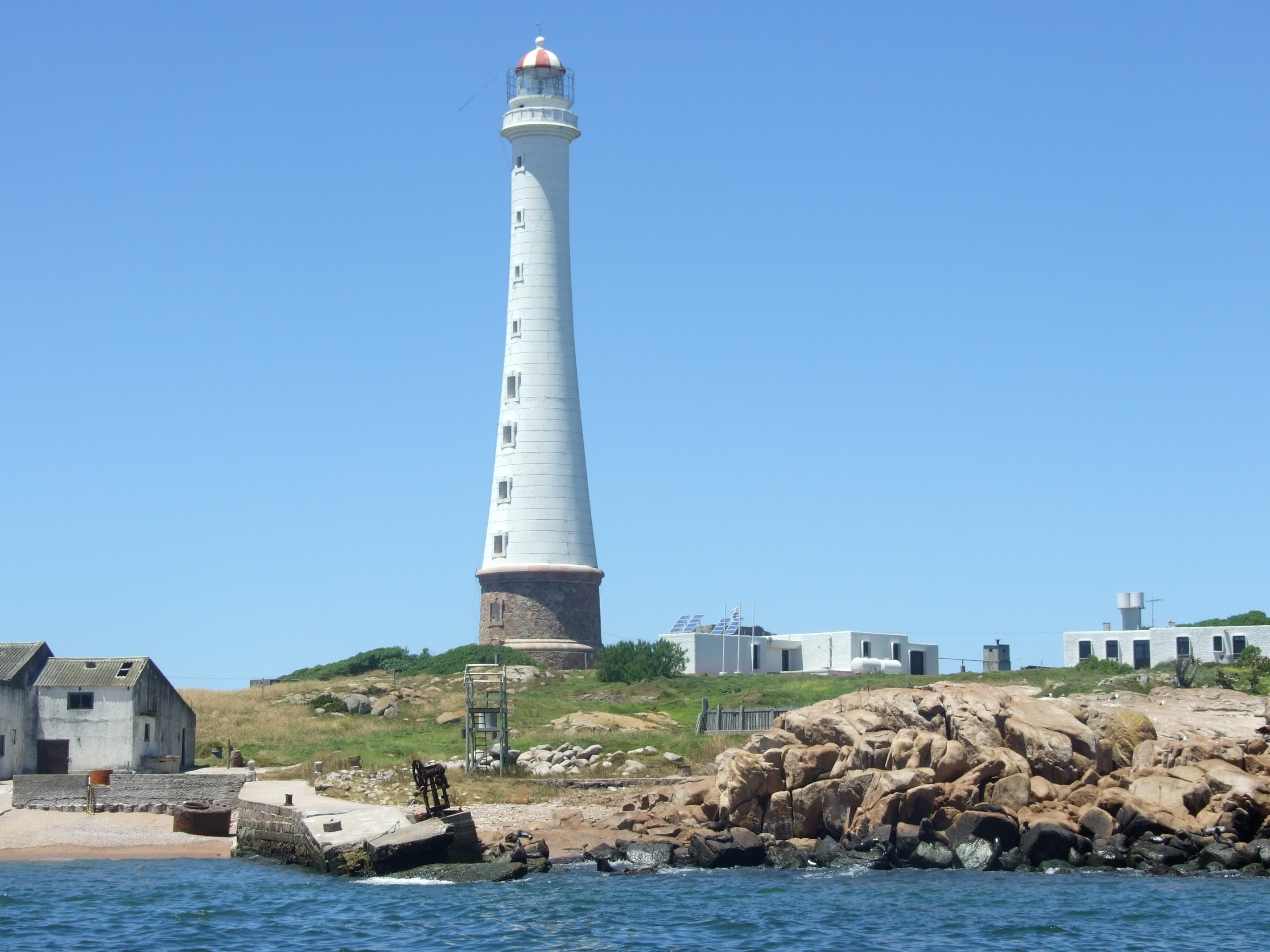
Le phare de l'île de Lobos.
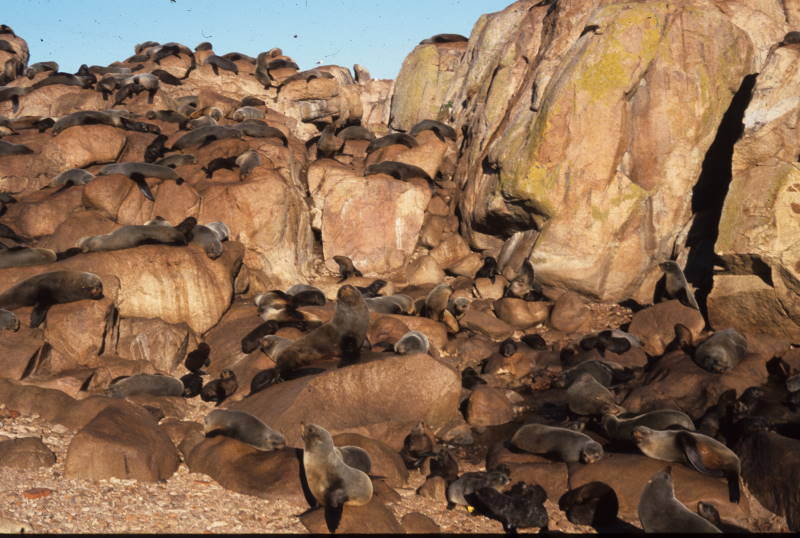
L'aspect rocailleux de l'île de Lobos.
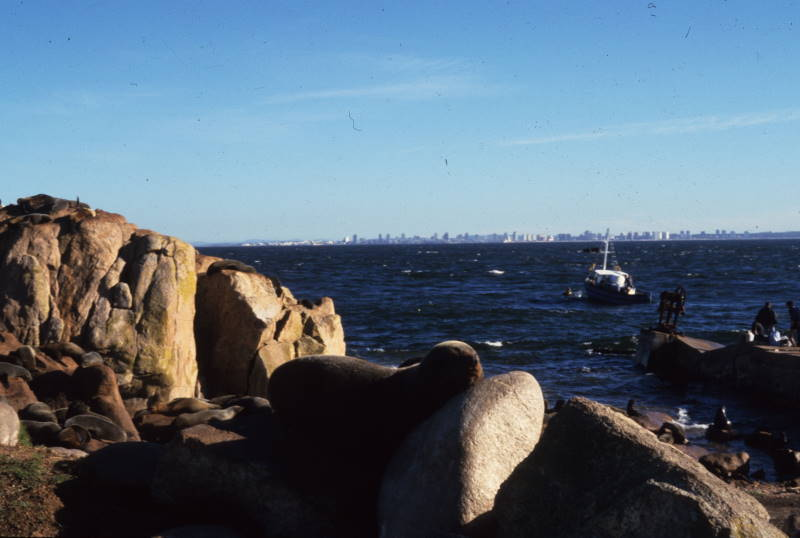
Les rochers de l'Île de Lobos.
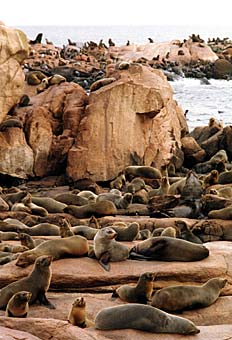
Lions de mer.
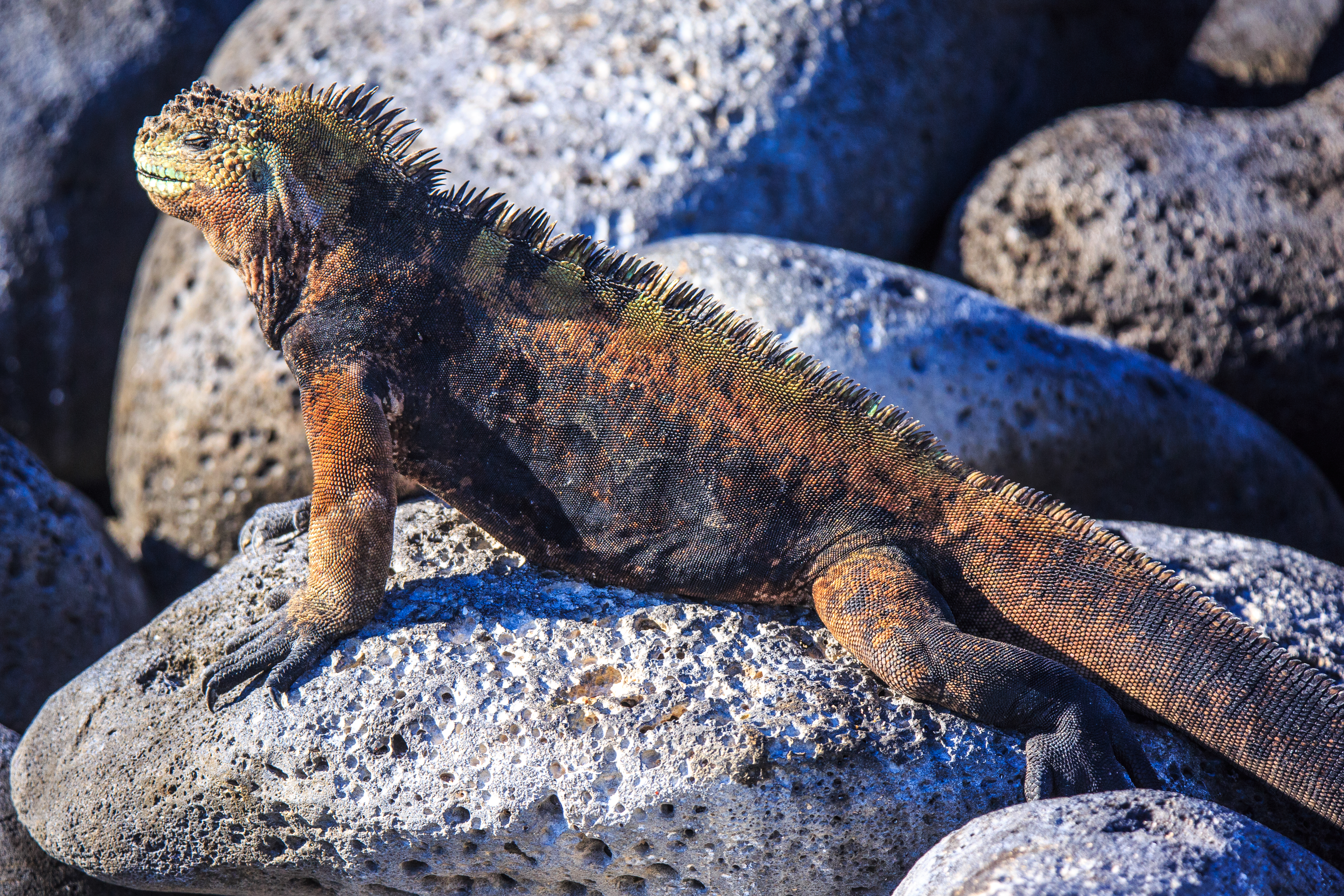
Iguane marin sur l'île de Lobos.